# Denis-Georges Bayar

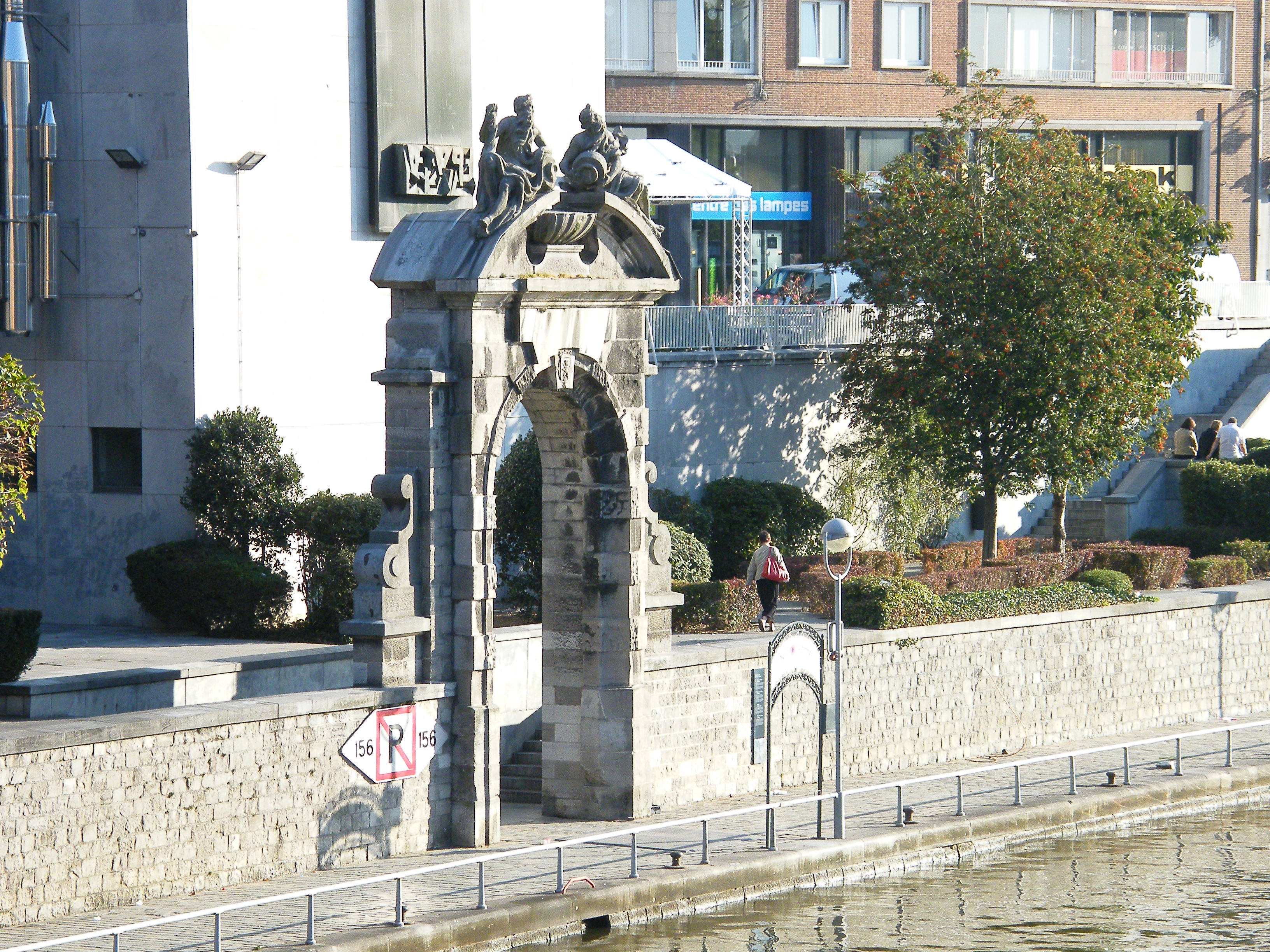
Waterpoortje in Namen

Denis-Georges Bayar (Namen, 1690 - 1774) is een Zuid-Nederlands beeldhouwer en architect. 
Zijn gehele oeuvre is goed gedocumenteerd door het 250 pagina's tellende manuscript Grand Registre, dat enkele jaren geleden integraal gepubliceerd werd.
Een groot aantal werken van zijn hand bevinden zich in de regio Namen, onder andere de medaillons op de façade van de Sint-Aubankathedraal en beeldhouwwerken, preekstoelen en altaren in de kerken van Saint-Loup, Notre-Dame d'Harscamp en Notre-Dame de la Paix. Verder voerde Bayar belangrijke religieuze werken uit voor kerken en abdijen in het prinsbisdom Luik en omgeving, onder andere voor de Abdij van Gembloers, de Abdij van Floreffe, de Abdij van Walcourt, de Abdij van Heylissem, de Abdij van Affligem, de Abdij van Averbode (altaren en tochtportaal, 1769-'70), de Abdij van Sint-Truiden, de kerk van Hakendover en de Sint-Servaasbasiliek in Maastricht (1732).
Daarnaast werkte Bayar aan wereldlijke opdrachten in onder andere Namen, Leuven en Brumagne (Lives-sur-Meuse). Denis-Georges Bayar leverde in 1727 het ontwerp voor een barokke dakruiter op de kruising van de Sint-Pieterskerk in Leuven. De toren brandde in 1914 uit en is daarna vervangen door een neogotisch exemplaar. Wellicht Bayar's bekendste, nog bestaande werk is de Porte de Sambre et Meuse, een waterpoortje in 1728 opgericht bij de samenvloeiing van de rivieren de Maas en de Samber in Namen. Op het gebied van de architectuur kunnen verder genoemd worden het herstel van de Pont de Jambes (1746) in Namen en  een brug over de rivier de Orneau (1751).
De stad Namen heeft een straat genoemd naar Denis-Georges Bayar.

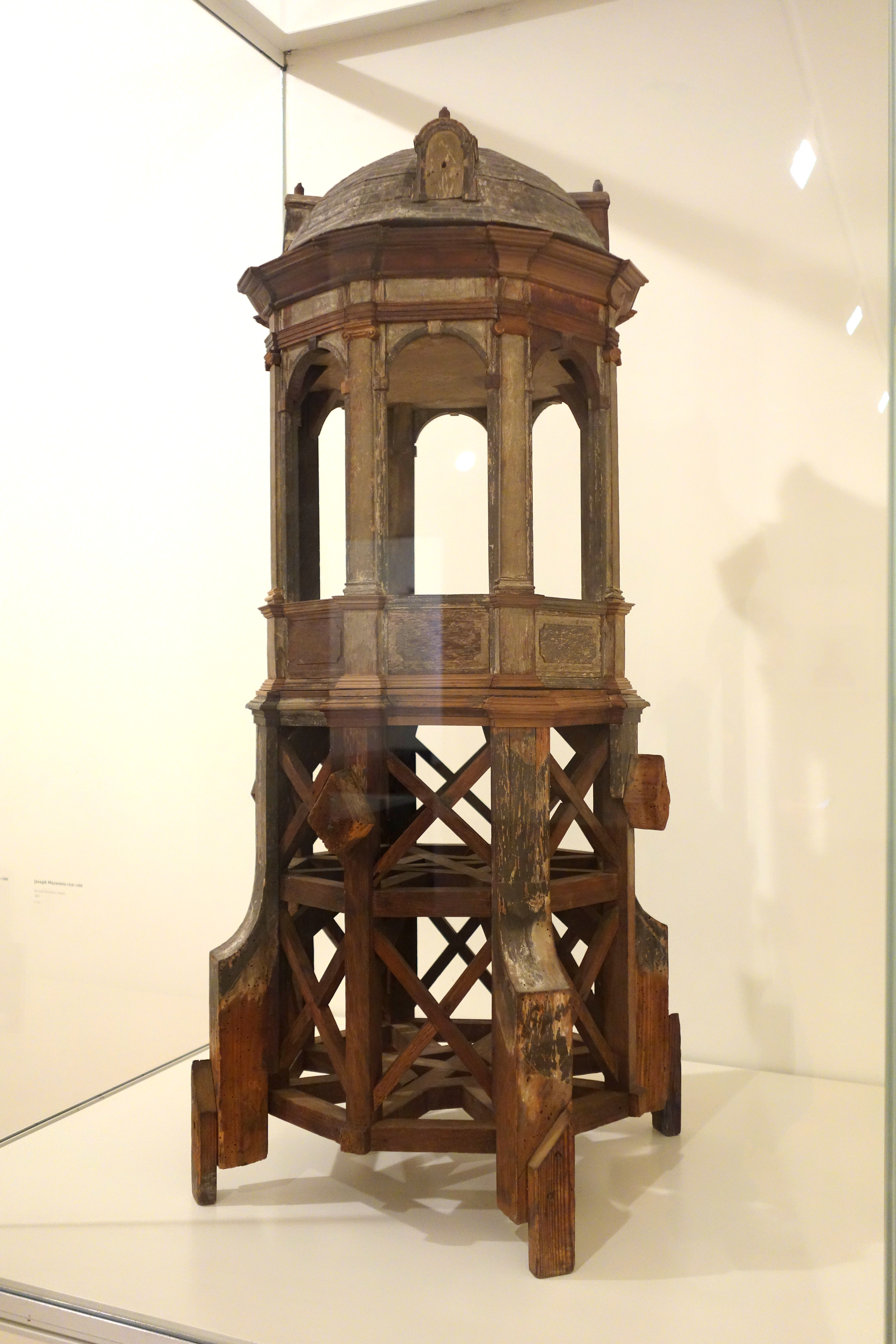
Maquette dakruiter Leuven
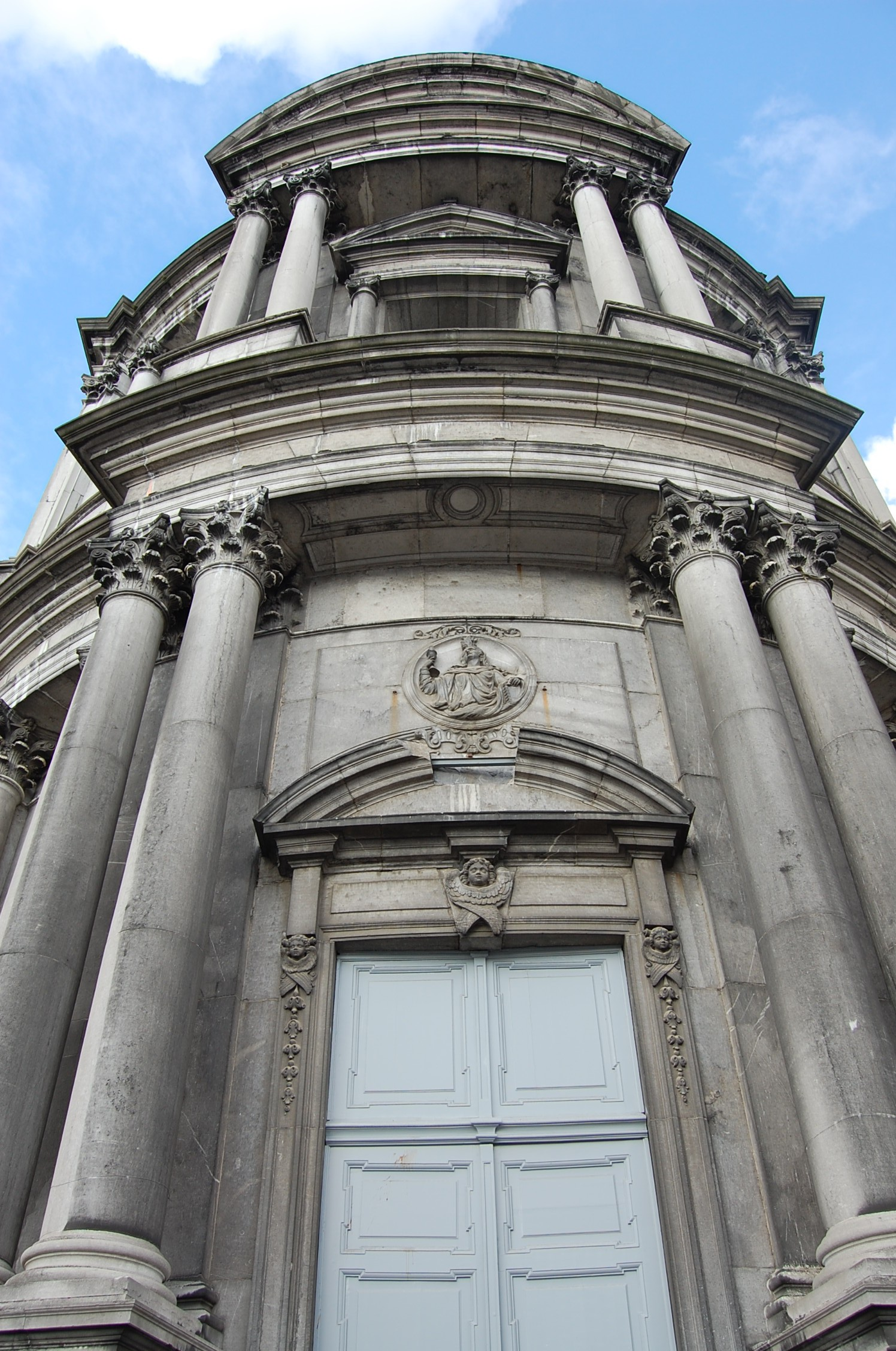
Façade kathedraal Namen
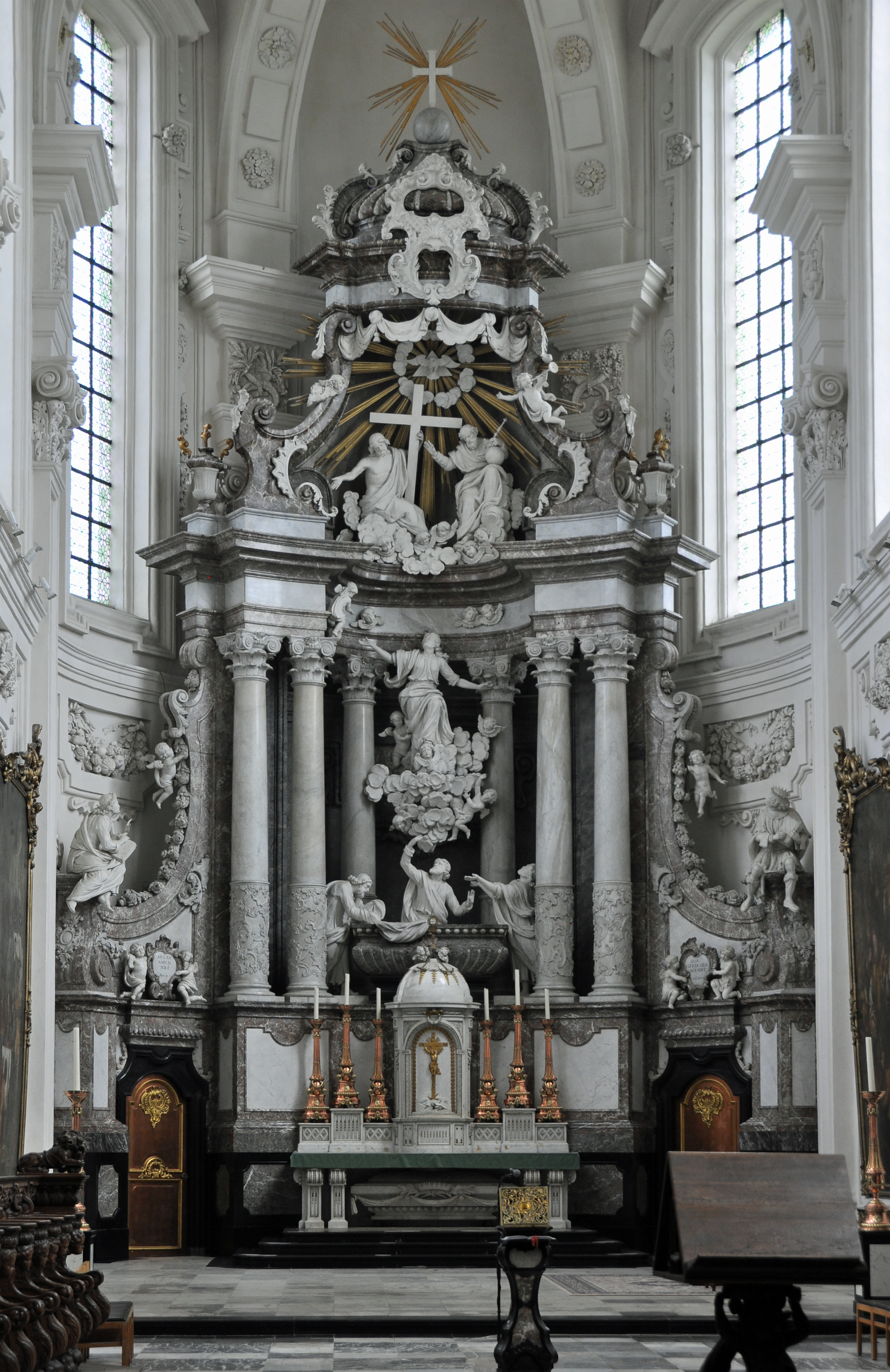
Hoofdaltaar Averbode
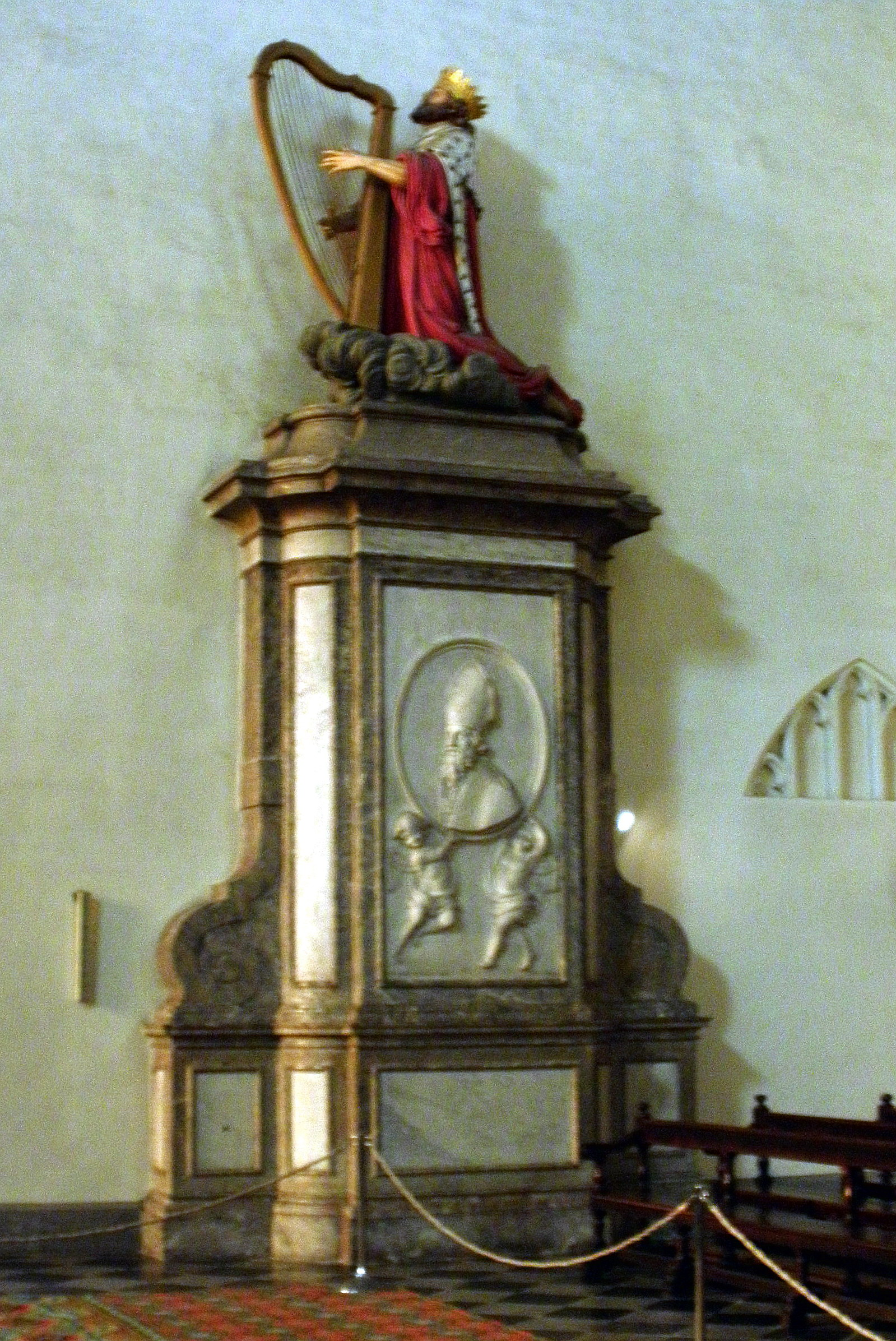
St-Servaaskerk Maastricht

- Bibliothèque nationale de France: cb155914169 (data)
- Gemeinsame Normdatei: 132397048
- International Standard Name Identifier: 0000 0001 1655 978X
- Library of Congress Control Number: no2007117815
- RKD-Nederlands Instituut voor Kunstgeschiedenis: 353807
- Système universitaire de documentation: 121331563
- Virtual International Authority File: 61870515
- WorldCat: E39PBJgxtbqVq9RX7KM7qQkYyd